# Hertford Town FC
Hertford Town FC (celým názvem: Hertford Town Football Club) je anglický fotbalový klub, který sídlí ve městě Hertford v nemetropolitním hrabství Hertfordshire. Založen byl v roce 1901 pod názvem Port Vale Rovers FC. Od sezóny 2018/19 hraje v Isthmian League South Central Division (8. nejvyšší soutěž). Klubové barvy jsou modrá a bílá.
Své domácí zápasy odehrává na stadionu Hertingfordbury Park s kapacitou 6 500 diváků.

## Historické názvy
Zdroj: 
- 1901 – Port Vale Rovers FC (Port Vale Rovers Football Club)
- 1901 – Hertford FC (Hertford Football Club)
- 190? – Hertford Town FC (Hertford Town Football Club)

## Získané trofeje
- Herts Senior Cup ( 2× )
  - 1966/67, 1989/90

## Úspěchy v domácích pohárech
Zdroj: 
- FA Cup
  - 4. předkolo: 1973/74
- FA Amateur Cup
  - 2. kolo: 1973/74
- FA Trophy
  - 2. kolo: 1979/80
- FA Vase
  - 3. kolo: 1986/87, 2003/04, 2012/13, 2015/16

## Umístění v jednotlivých sezonách
Stručný přehled
Zdroj: 
- 1908–1909: Herts County League (Eastern Division)
- 1909–1910: Herts County League (Central Division)
- 1910–1920: Herts County League (Eastern Division)
- 1959–1963: Delphian League
- 1963–1964: Athenian League (Division Two)
- 1964–1972: Athenian League (Division One)
- 1972–1973: Eastern Counties League
- 1973–1977: Isthmian League (Second Division)
- 1977–1985: Isthmian League (First Division)
- 1985–1991: Isthmian League (Second Division North)
- 1991–1998: Isthmian League (Third Division)
- 1998–1999: Isthmian League (Second Division)
- 1999–2002: Isthmian League (Third Division)
- 2002–2003: Isthmian League (Division One North)
- 2003–2006: Isthmian League (Second Division)
- 2006–2017: Spartan South Midlands League (Premier Division)
- 2017–2018: Isthmian League (Division One North)
- 2018– : Isthmian League (South Central Division)

Jednotlivé ročníky
Zdroj: 
Legenda: Z - zápasy, V - výhry, R - remízy, P - porážky, VG - vstřelené góly, OG - obdržené góly, +/- - rozdíl skóre, B - body, červené podbarvení - sestup, zelené podbarvení - postup, fialové podbarvení - reorganizace, změna skupiny či soutěže
| Sezóny  | Liga                                             | Úroveň | Z  | V  | R  | P  | VG  | OG  | +/- | B  | Pozice |
| ------- | ------------------------------------------------ | ------ | -- | -- | -- | -- | --- | --- | --- | -- | ------ |
| 2009/10 | Spartan South Midlands League (Premier Division) | 9      | 42 | 13 | 7  | 22 | 53  | 80  | -27 | 46 | 16.    |
| 2010/11 | Spartan South Midlands League (Premier Division) | 9      | 44 | 19 | 7  | 18 | 88  | 87  | +1  | 64 | 9.     |
| 2011/12 | Spartan South Midlands League (Premier Division) | 9      | 42 | 14 | 6  | 22 | 70  | 107 | -37 | 48 | 16.    |
| 2012/13 | Spartan South Midlands League (Premier Division) | 9      | 42 | 10 | 10 | 22 | 63  | 93  | -30 | 40 | 17.    |
| 2013/14 | Spartan South Midlands League (Premier Division) | 9      | 42 | 15 | 4  | 23 | 76  | 94  | -18 | 49 | 16.    |
| 2014/15 | Spartan South Midlands League (Premier Division) | 9      | 42 | 19 | 8  | 15 | 86  | 71  | +15 | 65 | 11.    |
| 2015/16 | Spartan South Midlands League (Premier Division) | 9      | 42 | 20 | 8  | 14 | 112 | 82  | +30 | 68 | 8.     |
| 2016/17 | Spartan South Midlands League (Premier Division) | 9      | 42 | 28 | 8  | 6  | 91  | 35  | +56 | 92 | 2.     |
| 2017/18 | Isthmian League (Division One North)             | 8      | 46 | 16 | 9  | 21 | 55  | 85  | -30 | 57 | 15.    |
| 2018/19 | Isthmian League (South Central Division)         | 8      | 38 |    |    |    |     |     |     |    |        |